# Асјут
Асјут (أسيوط) је град у Египту у гувернорату Асјут. Према процени из 2008. у граду је живело 394.961 становника. Налази се на реци Нил, око 375 km јужно од Каира. У граду живи 395.000 људи (2008). 
Око 3100. п. н. е. Асјут је био главни град тринаесте номе Горњег Египта. Богови значајни за Асјут су била загробна божанства Анубис и Упуаут. Озирис је овде поштован у форми вука. Стари Грци су Асјут звали Ликополис - „Вучји град“ (ἡ Λύκων πόλις). Асјут је египатски град са највећом концентрацијом коптског становништва. 
У Асјуту је рођен антички неоплатонски филозоф Плотин. 

## Становништво
Према процени, у граду је 2008. живело 394.961 становника.
| 1986.   | 1996.   | 2006.   |
| ------- | ------- | ------- |
| 272.986 | 343.498 | 386.086 |